# Мелетинський Єлеазар Мойсеєвич
Мелети́нський Єлеаза́р Мойсе́євич (рос. Мелетинский Елеазар Моисеевич, *22 жовтня 1918 року, Харків, Українська держава — †16 грудня 2005, Москва, Росія) — радянський і російський філолог єврейського походження, історик культури, дослідник міфології, фольклору та ранніх форм літератури. Доктор філологічних наук, професор, засновник дослідницької школи теоретичної фольклористики. Займав керівні посади при укладанні енциклопедії «Міфи народів світу» (1980) і «Міфологічного словника» (1988).

## Біографія
Єлеазар Мелетинський народився в Харкові в родині інженера-будівельника Мойсея Лазаревича Мелетинського і лікаря-невропатолога Раїси Йосипівни Марголіс. Пологи матері були важкими, народження тривало кілька днів. Батько володів будівельною конторою. У 1921 родина переїхала до Москви, де Мойсей зокрема проєктував московський метрополітен. Єлеазар отримав початкову освіту вдома, пішов одразу до 5-го класу, закінчив 10-ирічну школу в Москві. Потім — факультет літератури, мистецтва і мови МІФЛІ в 1940, попри батькові сподівання, що син також стане архітектором. При цьому не був комсомольцем. Одружився зі студенткою Інною.
З початком німецько-радянської війни, в 1941 році, був аспірантом МІФЛІ, але вирушив добровольцем до війська. Через поганий зір був визнаний непридатним для служби на передовій, був спрямований у пожежну дружину, а потім на курси військових перекладачів. Влітку 1942 на Південному фронті потрапив в оточення, але зумів уникнути полону та вийти до червоноармійців. Після цього був спрямований на Кавказький фронт. За підозрою у зраді, як багато інших, хто опинився в оточенні, був затриманий. Його заарештували 7 вересня 1942 року та відправили на інсценізований розстріл з метою змусити зізнатися в зраді. За місяць, 16 жовтня, був відданий під суд, але свідки його перебування в оточенні були відправлені до іншої дивізії, тож військовий трибунал судив без свідків і призначив 10 років ув'язнення в Тбілісі. За кілька місяців, 15 травня 1943 року, Єлеазар Мелетинський захворів на запалення легенів. Його відправили до тюремної лікарні в Овчалах біля Тбілісі, звідки 15 травня 1943 року звільнили за станом здоров'я, але з позбавленням виборчого права на 5 років. Шлюб було розірвано з його арештом.
У Тбілісі Мелетинський ознайомився з книгами з релігії та культури Сходу. В 1943—1944 роках навчався в аспірантурі Середньоазіатського державного університету в Ташкенті, а після її закінчення став старшим викладачем цього вузу. У 1945 році захистив кандидатську дисертацію «Романтичний період у творчості Ібсена». У 1946 році перейшов до Карело-Фінського державного університету в Петрозаводську, де завідував кафедрою літератури, а в 1946—1947 роках також відділом фольклору Карело-фінської бази Академії Наук СРСР. Одружився в 1949 з літературознавицею Іриною Муравойвою. Того ж року разом з низкою учених кафедри літератури був звинувачений у космополітизмі. Півтора року провів у слідчих тюрмах, з них п'ять з половиною місяців в одиночній камері. Був засуджений до десяти років позбавлення волі. У таборі одночасно з ним перебував філософ Григорій Померанц, в чиїх есе Мелетинський виведений під ім'ям Віктора. Восени 1954 року Мелетинського було реабілітовано та звільнено. В 1955 розлучився з Іриною, котра вийшла за Григорія Померанца.
Після звільнення наукова спільнота з пересторогою ставилася до Єлеазара Мелетинського, дорікаючи відхід від радянської науки, відкрито підтримував його лише Віктор Жирмунський. З 1956 по 1994 рік працював в Інституті світової літератури ім. А. М. Горького, спочатку — у відділі фольклору, потім в групі з видання «Історії всесвітньої літератури». Брав активну участь у створенні багатотомника «Історії», був членом редколегії та дописувачем розділів з походження і ранніх форм словесності, літератури середньовічної Європи, Близького Сходу, Середньої Азії, епосу народів Кавказу і Закавказзя, Центральної Азії та Сибіру. Також був відповідальним редактором численних наукових видань, керував колективними працями ІМЛІ. В 1958 одружився з філологинею Іриною Семенко, з якою прожив у шлюбі майже 30 років.
В кінці 1960-х років захистив написану ще в Петрозаводську докторську дисертацію «Герой чарівної казки. Походження образу», але попри позитивні відгуки, ВАК СРСР не присудила вченого ступеня, посилаючись на невідповідність теми профілю вченої ради. Реальною підставою вважається порівняльний підхід, тоді як належним вважалося захищати працю з фольклору одного — бажано російського, народу. Повторно як докторську захистив працю «Походження героїчного епосу». З 1966 проводив неофіційні зустрічі з дослідниками казки: Сергієм Неклюдовим, Оленою Новік, Дмитром Сегалом. Після іміграції Сегала до Ізраїлю в 1973 спілка розпалася.
Мелетинський був членом редколегії серій «Дослідження з фольклору і міфології Сходу» і «Казки і міфи народів Сходу» з 1969 і її головним редактором з 1989. Був членом Товариства з дослідження оповідного фольклору Фінляндії і італійської Міжнародної асоціації з семіотики. В 1971 році став лауреатом Міжнародної премії Пітре за найкращу роботу з фольклористики («Міфи народів світу»), хоча на церемонію нагородження його не було випущено з СРСР. В 1987 його дружина померла, Єлеазар Мелетинський одружився з поетесою Оленою Кумпан.
З 1987 року читав лекції в університетах Канади, Італії, Японії, Бразилії, Ізраїлю, виступав на міжнародних конгресах з фольклористики, порівняльного літературознавства, медієвістики і семіотики. З 1989 по 1994 рік Мелетинський був професором нa кафедрі історії та теорії світової культури філософського факультету МДУ ім. М. В. Ломоносова. В 1988 вступив до громадської організації інтелегенції «Московська трибуна». В 1990 здобув Державну премію СРСР за внесок в енциклопедію «Міфи народів світу».
На початку 1992 року очолив Інститут вищих гуманітарних досліджень РДГУ. Віддав багато сил і часу реалізації закладених в нього ідей розвитку раціонального гуманітарного знання, широких компаративних і типологічних досліджень культурних традицій, ліквідації розриву між науковим і педагогічним процесами. В РДГУ він читав курс лекцій з порівняльної міфології та історичної поетики, керував роботою наукових семінарів і створюваними тут колективними працями. У 1991 заснував журнал «Arbor mundi» («Світове древо»), який випускається Інститутом вищих гуманітарних досліджень з 1992 року, став його головним редактором. Значний інтерес у 1990-і звертав на російську літературу (Пушкіна та Достоєвського). З 1997 — член редакційно-видавничої ради РДГУ.
Помер 16 грудня 2005 року.

## Основні праці
- «Герой чарівної казки. Походження образу» (рос. Герой волшебной сказки. Происхождение образа, 1958)
- «Походження героїчного епосу. Ранні форми й архаїчні пам'ятки» (рос. Происхождение героического эпоса. Ранние формы и архаические памятники, 1963)
- «„Едда“ й ранні форми епосу» (рос. «Эдда» и ранние формы эпоса, 1968)
- «Поетика міфу» (рос. Поэтика мифа, 1976)
- «Палеоазіатський міфологічний епос» (рос. Палеоазиатский мифологический эпос, 1979)
- «Середньовічний роман. Походження і класичні форми» (рос. Средневековый роман. Происхождение и классические формы, 1983)
- «Історична поетика новели» (рос. Историческая поэтика новеллы, 1990)
- «Про літературні архетипи» (рос. О литературных архетипах, 1994)
- «Достоєвський у світлі історичної поетики: Як зроблені „Брати Карамазови“» (рос. Достоевский в свете исторической поэтики: Как сделаны «Братья Карамазовы», 1996)
- «Від міфу до літератури» (рос. От мифа к литературе, 2000)

## Погляди
Чільне місце в науковому доробку Єлеазара Мелетинського належить дослідженням з міфології. В міфах він вбачав витоки усного фольклору, архаїчних мотивів і сюжетів літератури. Подібність текстів, що належать до різних непов'язаних між собою культур, дослідник пояснював загальними для людського мислення архетипами. Він виділяв сюжетні архетипи, такі як творення, загибель і відродження, подвижництво героя тощо, на відміну від архетипів персонажів Карла-Густава Юнга.
Мелетинський називав рисами міфу олюднення навколишньої природи, ототожнення суб'єкта і об'єкта, предмета і знака, речі та її атрибутів, частини й цілого, поділ на подвійні протилежності, що відбувається через увагу до чуттєвих якостей, а не внутрішніх властивостей. В міфі відбувається уявне подолання протилежностей за допомогою трансформації предметів і діянь героїв, що поєднують протиставлені стани і характеристики. У міфі незрозуміле й невідоме пояснюється через зрозуміле та відоме, отже міф завжди наповнений символами та логічно побудований, щоб пояснювати влаштування світу. Дослідник заперечував, що ритуал передує міфу та зумовлює його зміст, відстоюючи думку про вираження міфу в ритуалі, про походження танцю з наслідування рухів тотемних тварин, співу — з їх шанування, казок — з обрядів ініціації, де розігрувалися міфи. Словесний фольклор Мелетинський вважав головною формою побутування міфології. В писемній літературі міф перетворюється на міфологізм, коли в творі використовуються міфологічні образи та сюжети, що слугує виразності, звертаючись до глибинних архетипів.
Бувши більшість життя атеїстом, а потім агностиком, Єлеазар Мелетинський, втім, вважав релігію важливою складовою культури, що гармонізує суспільство. Відносив себе до демократів і схвально оцінював розпад Радянського Союзу. Вважав підставою руйнівних проявів радянського тоталітаризму комплекс неповноцінності російського народу, що компенсується манією величі, та віддаленість інтелігенції як від влади, так і від народу.